# Keiichiro Kawaguchi
Keiichiro Kawaguchi (川口 敬一郎 Kawaguchi Keiichirō?) es un director de animación japonés nacido en Kawasaki. Es conocido por su participación en Hayate no Gotoku! y Beyblade: Metal Fusion. No se sabe mucha información sobre él, la poca información conocida son sus participaciones y unas pocas características personales.

## Participaciones

### Anime
- Baka to Test to Shōkanjū: Storyboard (episodio 13).
- Beyblade: Metal Fusion: Storyboard.
- Cyber Team in Akihabara: Key animation (episodios 1, 3, 6, 10 y 13).
- C³: Storyboard (episodio 12).
- Dokkiri Doctor: Key animation.
- Getsumen To Heiki Mina: Director, storyboard, director de episodio.
- Ginban Kaleidoscope: Storyboard.
- Great Teacher Onizuka: Key animation.
- Hayate no Gotoku!: Director, storyboard.
- MÄR: Key animation.
- Mayo Chiki!: Director, storyboard (opening, episodios 1 y 12), director de episodio (episodio 1), director asistente (opening).
- Mayo elle Otokonoko: Director.
- Moetan: Director.
- Naruto: Director de episodio (episodio 54).
- Nyan Koi!: Director, storyboard (episodio 1), director de episodio (episodio 1).
- Onii-chan Dakedo Ai Sae Areba Kankei Nai yo ne—: Director.
- Ore no Imōto ga Konna ni Kawaii Wake ga Nai: Supervisor, storyboard (episodios 1, 2 y 5).
- Psychic Squad: Director.
- Sket Dance: Director, storyboard (episodios 1 y 4), director de episodio (episodio 1), director de sonido.
- Omoikkiri Kagaku Adventure Sou Nanda: Director de animación.
- Ultra Maniac: Ajustes prop (episodio 3 al 26).

### OVA
- iDOLM@STER: Live For You!: Director.
- Kowarekake no Orgel: Director.
- Pinky:st: Director.
- Kaibutsu Ōjo: Director, storyboard.
- Tenamonya Voyagers: Key animation (episodio 3).
- VitaminX Addiction: Director.
- Zettai Karen Children: Director.
- Rescue Me!: Director

### ONA
- Yutori-chan: Director.

### Películas
- Kowarekake no Orgel: Director.